# Funny Lady
Funny Lady is een Amerikaanse muziekfilm uit 1975 onder regie van Herbert Ross, met in de hoofdrollen Barbra Streisand, James Caan en Omar Sharif. Het is een vervolg op de film Funny Girl uit 1968. Het scenario is losjes gebaseerd op het latere leven en de carrière van comédienne Fanny Brice en haar huwelijk met songwriter en impresario Billy Rose.

## Verhaal
Fanny Brice, die ondertussen een gevestigde ster is op Broadway, wordt hard getroffen door de  crisis van de jaren 1930. Haar huwelijk met Nick Arnstein staat op springen en ze kan niet langer op Florenz Ziegfeld rekenen om een nieuwe Broadway show op poten te zetten. Maar dan ontmoet ze de opdringerige nachtclubeigenaar, songwriter en wannabe-impresario Billy Rose, die beweert dat hij aan het geld kan geraken om een nieuwe revue te financieren met Fanny in de hoofdrol. Geldschieter Buck Bolton eist als tegenprestatie wel dat zijn maitresse Norma Butler een rol krijgt in de voorstelling.
De première is een complete ramp en Fanny overweegt om op te stappen, maar ze bedenkt zich wanneer ze verneemt dat Billy ook geld geleend heeft van gangsters die hem dreigen te vermoorden wanneer hij hen niet terugbetaalt. Ze herwerken de voorstelling en de nieuwe versie is een succes.
Wanneer Billy en Fanny trouwplannen hebben ontdekt ze dat hij het verhaal over de gangsters verzonnen had om haar niet te verliezen. Het huwelijk gaat toch door en in de daaropvolgende jaren hebben ze het beiden zodanig druk dat ze elkaar nauwelijks zien. Op een gegeven moment komt ze Nick weer tegen en de twee halen herinneringen op aan vroeger. Wanneer ze later naar Cleveland reist om Billy te bezoeken, vindt ze hem in bed met Eleanor Holm, de ster van zijn nieuwe productie. Daarop wil ze dat Billy haar met rust laat.
Jaren later ontmoeten de twee elkaar opnieuw en Billy vertelt haar dat hij ondertussen het Ziegfeldtheater gekocht heeft en dat hij een idee heeft voor een nieuwe show met haar in de hoofdrol. Fanny moet erover nadenken en de twee gaan weer elk hun eigen weg.

## Rolverdeling
| Acteur           | Personage      |
| ---------------- | -------------- |
| Barbra Streisand | Fanny Brice    |
| James Caan       | Billy Rose     |
| Omar Sharif      | Nick Arnstein  |
| Roddy McDowall   | Bobby Moore    |
| Ben Vereen       | Bert Robbins   |
| Carole Wells     | Norma Butler   |
| Larry Gates      | Bernard Baruch |

## Release en ontvangst
De film deed het uitstekend aan de kassa, maar kreeg matige tot negatieve recensies in de pers. Funny Lady behaalde een score van 30% (20 recensies) op Rotten Tomatoes, met een gemiddelde score van 4,8/10.

## Trivia
- De film werd genomineerd voor vijf Oscars[7] en zes Golden Globes,[8] maar kon in geen van beide gevallen zijn nominaties verzilveren.